# 御津闇慈
御津 闇慈（みと あんじ）は、2D対戦格闘ゲーム「GUILTY GEARシリーズ」に登場する架空の人物。担当声優は五十嵐亨。『STRIVE』では神奈延年。

## 設定
- 希少種となり本来は保護を受けているはずの日本人の末裔であるが、彼はそれを嫌い身元を偽り旅を続けている。コロニーの保護観察下から抜け出したため、現在は指名手配中である。
- 「あの男」を捜しているが、ソルや梅喧のように復讐ではなく、単純に知的探究心を満たす為である。旅の途中、ソルをはじめとしたギアの生命力、破壊力の凄まじさを目の当たりにし興味心が増大している。
- 言葉遣いはため口であり、丁寧な言葉遣いは「むず痒い」と言う理由で苦手としている。根は熱血漢で、石渡太輔は「伊達男のような振舞いをしているが内面は打算的な人物である」と語っている。
- 梅喧の事を「姐さん」と呼んでいる。ストーリーによっては彼女に好意を寄せている描写もある。
- 神器のひとつ「絶扇」を所有し、日本に古来から伝わる舞を特技とする。絶扇は大きさを自在に変える事が出来、専ら戦いに用いる。絶扇の入手経路は本人曰く「落ちてたのを拾った」らしい（コミカライズ版である『ギルティギアXTRA』では「持ち出した」事になっている）。
- 外見は日本人らしい黒髪に黒い瞳。小さな鼻眼鏡をかけている。ただし、鼻眼鏡が流行していた20世紀初頭にも装用者の瞳孔間距離に合わせて眼鏡を作るべきことは知られており[1]、このように小さく作られることはなかった。頭には白い布を巻き、上半身は裸[2]だが腕の部分は布が着物の袖のようになっており、左右の袖は繋がっている。下半身は袴である。履き物は下駄の歯が付いたブーツのようなものを着用。

名前の由来
日本のバンドアンジーとそのリーダーの三戸華之介。

## ストーリー
GUILTY GEAR Xrd REV 2
未登場。ただし梅喧のエピソードモードでは、法力使用のホログラフ状携帯端末を通して彼女と会話しているのが闇慈本人である可能性が示唆されている。
GUILTY GEAR -STRIVE-
序盤から登場。チップ・ザナフと共に「あの男」を追跡する。

## ゲーム中の性能
特徴
「ガードポイント」を利用し相手の攻撃をいなしつつ立ち回る、動きにやや癖があるキャラクター。
『GGX』～『#RELOAD』では飛び道具系必殺技「疾」を利用したガード不能の起き攻めが強力なものの、立ち回りが弱く苦戦を強いられていたが、『SLASH』になり各種通常技・必殺技に上方修正が加えられ上位キャラクターになる。
長所はガードポイントによる切り替えし能力と前記の「疾」による起き攻めが強い事。防御力そのものは平均以下程度だが、根性値が全キャラ中最高なので思うよりはそれなりに打たれ強い。
短所は下段攻撃に弱いことと牽制能力が低い事。
GOLDモードでは、疾の硬直が短くなり発射制限がなくなる。
専用システム：ガードポイント
一部の通常技・必殺技の動作の間の一定の時間に設定されており、その間に攻撃を受けてもやられモーションに移行せず動作が続行される。ガードポイント成立時、紅（FB版含む）・蒼・花鳥風月に派生できる。
『SLASH』以降、ガードポイントが成立した通常技をキャンセルして派生技を出せるようになる（例えば立HSキャンセル花鳥風月など）。なお、これは『GUILTY GEAR』独自のシステムではなく他タイトルにもある（『GG』シリーズが後出）。

## 技の解説

### 必殺技
疾 （しつ） [GGX - ]（FRC※『ISUKA』のみ）
蝶の形をした飛び道具を放つ。何かに当たると鳥に姿を変えて落下する。『＃RELOAD』まで落下部分はしゃがみガード不能だったが、『SLASH』以降しゃがみガードできるものの2ヒットするようになる。主に起き攻めに使用。
水月のハコビ [STRIVE]
当身兼移動技。当身成功時に相手を硬直させ、自身はわずかに前進する。覚醒技・飛び道具などを含むすべての打撃技を受ける事が可能。
風神 [GGX - ]（FRC（※『ISUKA』のHS版のみ））（⇒各種派生技orFB版臨）
青い風を纏った体当たりを決める。HS版のみ出始めに無敵時間がある。『＃RELOAD』までは相手に当てないと派生できなかったが、『SLASH』で空振りでも派生できるように。『STRIVE』ではHS版のみが存在し、ボタンを溜める事で距離を調整しつつ、水月のハコビ状態での移動が可能。
針・壱式 [GGX - ] (FRC)
ジャンプして斜め下45度の範囲に扇子を飛ばす。
針・弐式 [GGX]
ジャンプして斜め下に青い光の玉を発生させる。
一足飛び [GGXX - ]
一定距離をジャンプする。相手をすり抜ける効果がある。
凪刃 （なぎは） [GGX - ] (FRC)
相手の足元を扇子で薙ぎ払う下段技。ヒット時にダウンを奪える。
臨 [SLASH - ]
扇子を広げながら地面に叩きつける中段技。ガードポイントがあり、ガードされてもスキが無いなど優秀な技。『ΛC』からは、通常版だとガードさせて不利になり、FB版だと有利となる。
紅 （こう） [GGX - ]
相手を巻き込みながら上昇し、最後に吹き飛ばす技。『STRIVE』では、「風神」同様に距離調整が可能。
戒・壱式 / 弐式 [GGX - ΛC]（FRC※弐式のみ）
足を揃えて相手を空中から踏みつける技。壱式は前方に小さくジャンプしながら、弐式は相手の真上まで飛び上がる。
針・弐式 （空中専用） [GGX - ΛC]
モーションは派生技と同じ。空中連続技のシメの他、しゃがみガード不能という性質を活かしてガード崩しにも使用。
陰 （おん） [GGX - ΛC] (FRC)
空中の相手を捕まえ巨大化した扇子で捕まえダメージを与える技。連続技の締めに使われる。
蒼 （そう） [ΛC - ΛC]
前方に移動しながら扇子の連続攻撃を浴びせる。ヒット時壁はりつきを誘発。

### フォースブレイク
疾 [ΛC]
『GGX』時の性能（中段判定）の疾を出す。飛距離が短い。
臨 [ΛC]
風神から派生技。モーションは通常必殺技と同じ。しゃがみガード不能。
紅 [ΛC]
紅を決めた後、針・弐式を決める技。

### 覚醒必殺技
一誠奥義「彩」 （さい） [GGX - ] (FRC)
巨大化した扇子を横に回し相手を巻き込み、最後に扇子を閉じ挟み込む技。
天神脚 [XX - ΛC]
K戒のように飛び上がり、回転しながら踏みつける技。
花鳥風月 [XX - ΛC]
扇子で連続攻撃を決め、最後に屏風を発生させながら吹き飛ばす技。
花鳥風月　改 [STRIVE]
出始めから判定を持つ当身技。覚醒技・飛び道具などを含むすべての打撃技を受ける事ができる。当身成功時に暗転し、最大6ヒットする強力な反撃を行う。
無形 [EX] （⇒紅or天or彩or陰）
風神と同じモーションで突進する。ヒット時以下の任意の技に派生する。モーションは通常必殺技のものと同じ。
紅 [EX]
紅を決める。
天 [EX]
天神脚を決める。
彩 [EX]
一誠奥義「彩」を決める。
陰 [EX]
陰を決める。

### 一撃必殺技
絶 [GGX - ΛC]
一旦画面後方に消えた後、龍の頭に乗って突撃してくる一撃必殺技。技使用後扇子で頭を叩き、反省する。

## テーマミュージック
- 風雅（GGX - ΛC）
- 漉祭 -Rock Parade-(STRIVE)

## ステージ
- COLONY（GGX - ）
  - 但し『ISUKA』では、グラフィックが異なる。

## その他
- 梅喧と同じく「和」をコンセプトにしたキャラクターとして作られた。
- 公式ホームページの人気投票では、最高3位であった。